# Trawbreaga Bay SPA
Trawbreaga Bay SPA este o arie protejată (arie de protecție specială avifaunistică — SPA) din Irlanda întinsă pe o suprafață de 1.549,16 ha, integral pe uscat.

## Localizare
Centrul sitului Trawbreaga Bay SPA este situat la coordonatele 55°18′00″N 7°18′46″W / 55.299878°N 7.312857°V.

## Înființare
Situl Trawbreaga Bay SPA a fost declarat arie de protecție specială avifaunistică în februarie 1995 pentru a proteja 15 specii de animale.

## Biodiversitate
Situată în ecoregiunea atlantică, aria protejată nu include niciun habitat protejat.
La baza desemnării sitului se află mai multe specii protejate de  păsări (15): rață fluierătoare (Anas penelope), rață mare (Anas platyrhynchos), Branta bernicla, Branta leucopsis, fugaci de țărm (Calidris alpina), prundaș gulerat mare (Charadrius hiaticula), lebădă de iarnă (Cygnus cygnus), scoicar (Haematopus ostralegus), pescăruș sur (Larus canus), pescăruș râzător (Larus ridibundus), sitar de mal nordic (Limosa lapponica), Mergus serrator, culic mare (Numenius arquata), fluierarul cu picioare roșii (Tringa totanus), nagâț (Vanellus vanellus).
Pe lângă speciile protejate, pe teritoriul sitului au mai fost identificate 2 specii de păsări.